# Circamustela
Circamustela è un genere estinto di mustelidi vissuti nel Miocene superiore in Europa. 

## Descrizione
Circamustela doveva essere un animale simile alle attuali martore (gen. Martes). Le sue caratteristiche dentali, tra cui la riduzione delle aree trituranti dei molari, le cuspidi simili a creste e un protoconide alto e un ipoconide e un entocristide bassi su m1, indicano un'alimentazione altamente carnivora.
L'unico dato disponibile sulle dimensioni corporee proviene da un'equazione per mustelidi utilizzata per stimare il peso sulla base della lunghezza del primo molare inferiore: per la specie Circamustela hartmanni è stata calcolata una massa corporea di circa 1 kg. Poiché non sono stati ancora pubblicati elementi postcranici riferiti a questo genere, la sua locomozione rimane incerta. Tuttavia, per analogia con altri gulonini e mustelini di taglia simile, si ipotizza che fosse adattato sia alla vita arboricola che terrestre.

## Tassonomia
Il genere è stato descritto per la prima volta nel 1967 da Petter sulla base di un frammento mandibolare con il primo molare inferiore e un quarto premolare inferiore danneggiato, proveniente dalla località spagnola di Can Llobateres (Miocene superiore). Successivamente, lo stesso autore descrisse un molare superiore dallo stesso sito, entrambi attribuiti alla specie tipo Circamustela dechaseauxi. 
Un ulteriore reperto frammentario di M1 è stato trovato nella località spagnola di Los Valles de Fuentidueña e attribuito con riserva a C. dechaseauxi. Altri fossili sono stati descritti nella località turoliana di Dorn-Dürkheim in Germania, assegnati provvisoriamente a ?Circamustela sp.
Nel 2020 è stata descritta una seconda specie, Circamustela peignei, sulla base di fossili provenienti dai siti di Batallones 3 e 5 (Spagna). Questa specie si distingue da C. dechaseauxi per la morfologia del primo molare superiore, che presenta un metacono più sviluppato, un'area metastilare più piccola, un protocono posizionato più mesialmente; presenta anche un metaconide più sviluppato sul primo molare inferiore.
Nel 2022 è stata descritta una nuova specie, Circamustela hartmanni, basata su nuovi reperti provenienti dal sito di Hammerschmiede (Baviera, Germania). Questa specie è caratterizzata da dimensioni più ridotte rispetto alle altre del genere e da una differente conformazione delle cuspidi dentali nei carnassiali, indicando possibili adattamenti specifici nella dieta e nella masticazione.

## Paleoecologia
Rispetto alla maggior parte dei mustelidi del Miocene eurasiatico simili alle martore, Circamustela peignei presenta dimensioni più ridotte, una piattaforma linguale del primo molare superiore ridotta e i talonidi dei primi due molari inferiori molto più ridotti. Queste caratteristiche la avvicinano maggiormente al genere ipercarnivoro Sinictis, presente in Cina e Grecia, suggerendo che Circamustela fosse più specializzato in una dieta carnivora rispetto ai mustelidi onnivori come Martes, Paramartes e Pekania.